# Twanisha Terry
Twanisha "TeeTee" Terry, född 24 januari 1999 i Miami, är en amerikansk friidrottare som tävlar i kortdistanslöpning.

## Karriär
Vid VM 2022 i Eugene och vid världsmästerskapen i friidrott 2023 i Budapest ingick Terry i USA:s stafettlag på 4 × 100 meter som tog  guld. Vid OS 2024 tog hon åter guld på 4 x 100 meter.